# Sandalolitha robusta
Sandalolitha robusta là một loài san hô trong họ Fungiidae. Loài này được Quelch mô tả khoa học năm 1886.